# Altamont Pass
De Altamont Pass, vroeger de Livermore Pass, is een 308 meter hoge bergpas in de Diablo Range tussen Livermore (in Alameda County) en Tracy in de San Joaquin Valley (in San Joaquin County), in de Amerikaanse staat Californië. Over de pas lopen de drukke Interstate 580, de Altamont Pass Road en twee spoorlijnen. De eerste spoorlijn was vroeger van de Western Pacific Railroad, maar wordt nu gebruikt door de forensenspoorweg Altamont Commuter Express, die naar de bergpas vernoemd is. De tweede spoorlijn werd tot 1984 gebruikt door Southern Pacific.
De bergpas is vernoemd naar het dorpje Altamont. Voorheen heette het Livermore of Livermore's Pass, naar de rancher Robert Livermore.

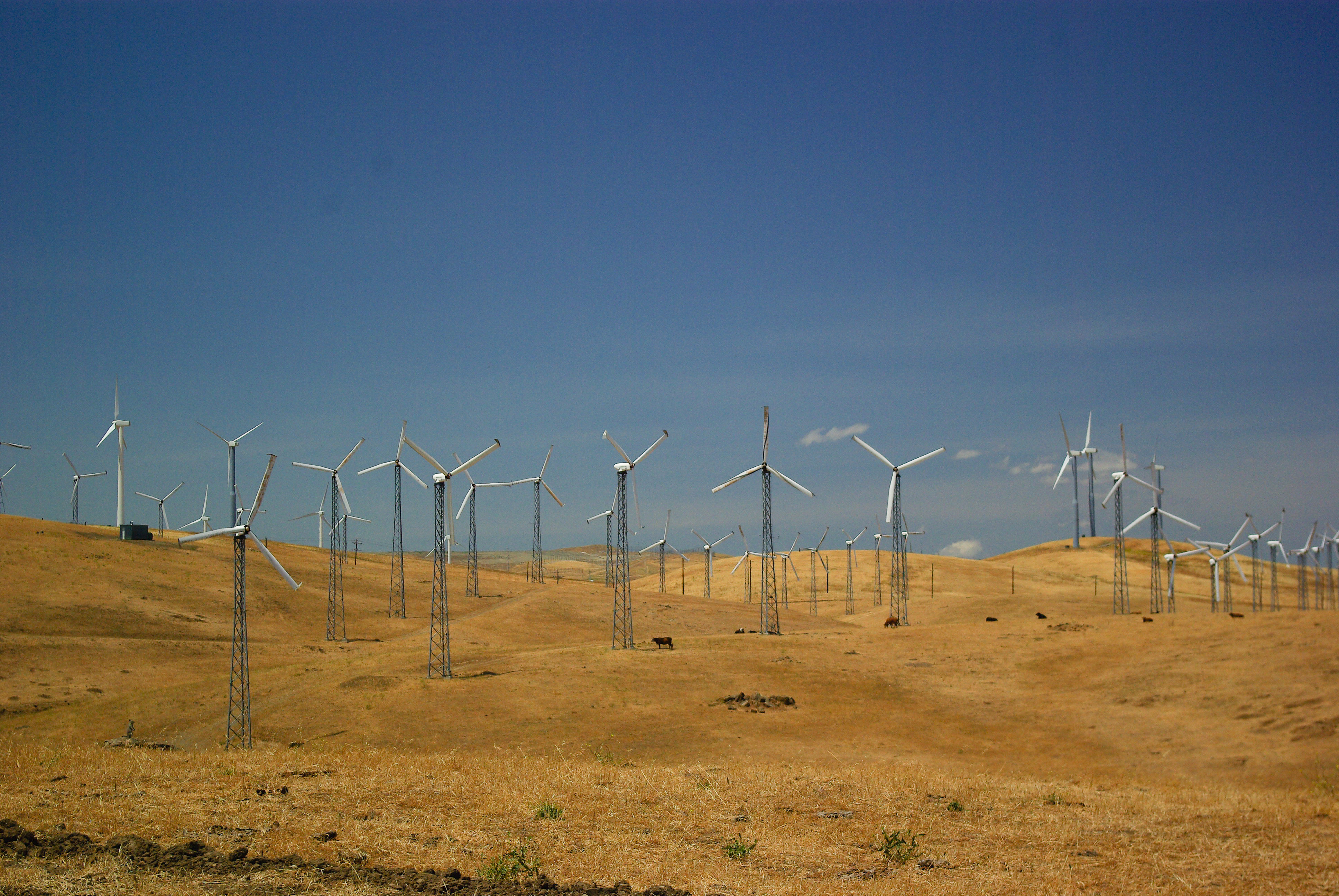
Windmolenpark op de Altamont Pass in Alameda County.

Tot 2008 bevond de Altamont Speedway zich in de buurt van de pas. Het was ook de locatie van het beruchte Altamont Free Concert in 1969, een gratis concert van de Rolling Stones dat in geweld uitmondde en het einde van het hippietijdperk aankondigde. Tegenwoordig staat de Altamont Pass ook bekend om de Altamont Pass Wind Farm, een van de eerste windmolenparken in de Verenigde Staten. Er staan 4.930 kleine windturbines, wat het tot een van de grootste windmolenparken ter wereld maakt.